# Paul Vaden
Pour les articles homonymes, voir Vaden.
Paul Vaden est un boxeur américain né le 29 décembre 1967 à San Diego, Californie.

## Carrière
Passé professionnel en 1991, il devient champion du monde des super-welters IBF le 12 août 1995 après sa victoire par arrêt de l'arbitre au 12e round face à Vincent Pettway. Battu aux points dès le combat suivant par Terry Norris le 16 décembre 1995, il s'incline également contre Keith Holmes lors d'un championnat WBC des poids moyens et termine sa carrière en s'emparant du titre national des super-welters en 1999.

## Référence
1. ↑  (en) Terry Norris vs. Paul Vaden (boxrec.com)